# Jari járás
A Jari járás (oroszul Ярский район [Jarszkij rajon], udmurtul Яр ёрос [Jar jorosz]) Oroszország egyik járása Udmurtföldön. Székhelye Jar.

## Népesség
- 2002-ben 18 880 lakosa volt, melynek 62%-a udmurt, 32,6%-a orosz, 1,8%-a böszörmény, 1,5%-a tatár.
- 2010-ben 15 286 lakosa volt, melyből 9 208 fő udmurt, 5 148 orosz, 221 tatár, 181 böszörmény stb.